# طاهرآباد (کنگاور)
حسین آباد (کنگاور)، روستایی با قدمت باستان از توابع بخش مرکزی شهرستان کنگاور در استان کرمانشاه ایران است.

## جمعیت
این روستا در دهستان گودین قرار دارد و براساس سرشماری مرکز آمار ایران در سال ۱۳۸۵، جمعیت آن ۹۵۰ نفر (۲۰۳خانوار) بوده‌است.